# Уэмура Сёэн

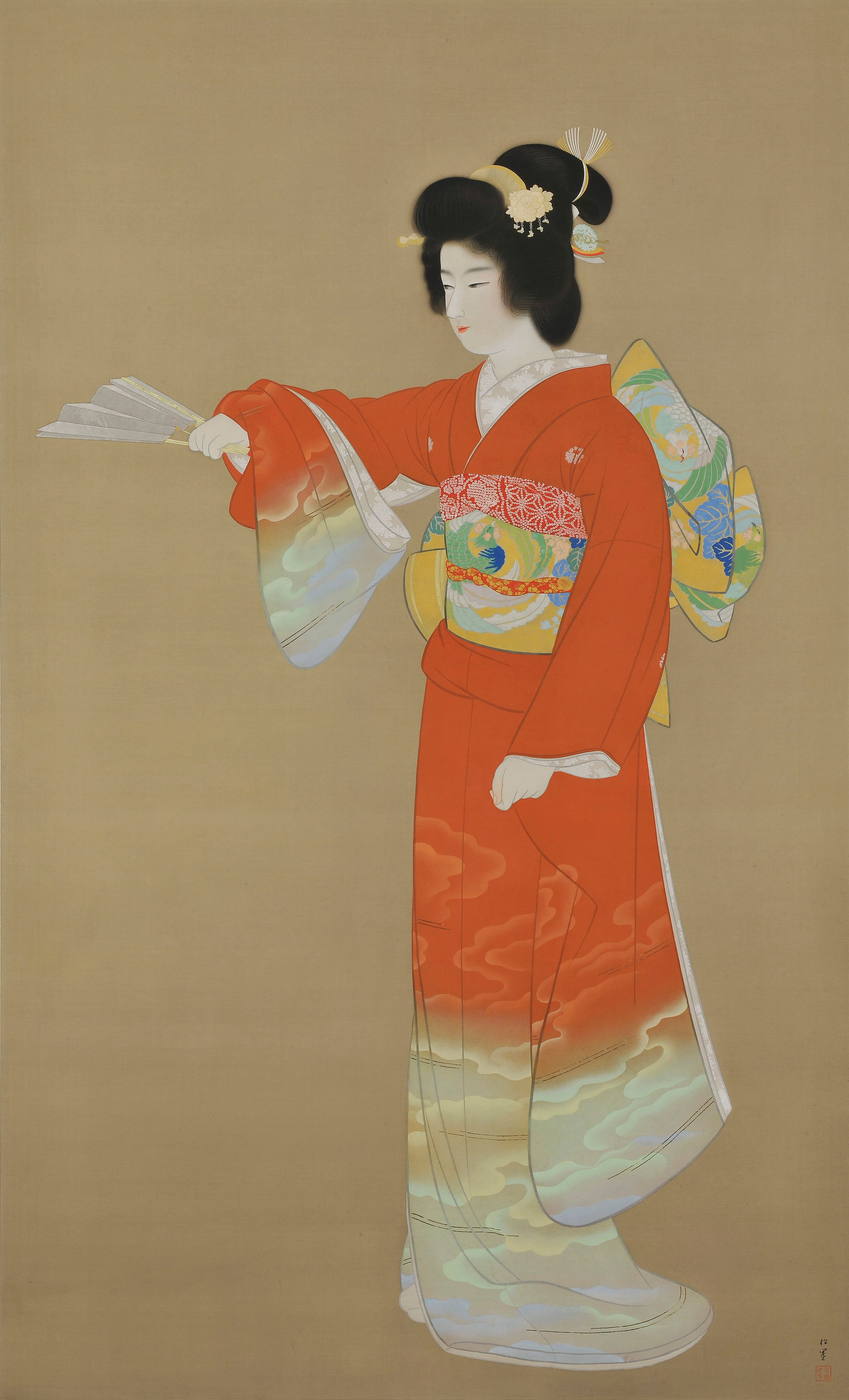
Дзё-но-май

Уэмура Сёэн, наст. имя Уэмура Цунэ (яп. 上村 松園 Уэмура Сё:эн, 23 апреля 1875, Киото, — 27 августа 1949) — японская художница.

## Биография
Уэмура Сёэн была крупной представительницей художественной жизни Японии периодов Мэйдзи, Тайсё и ранней эпохи Сёва. Работы художницы выдержаны в манере бидзинга, изображавшей японский тип прекрасной женщины согласно канонам направления укиё-э стиля нихонга, возрождавшего в конце XIX — начале XX веков традиционную японскую живопись и отвергавшего воздействие европейского искусства. В основном Сёэн работала над историческими сюжетами, образами известных личностей японской истории, а также пейзажами, театральными сценками.
Уэмура Сёэн была второй, младшей дочерью торговца чаем, умершего за 2 месяца до рождения Сёэн. Под руководством матери Сёэн досконально изучила японскую традиционную чайную церемонию. Рисовать Сёэн начала ещё в детстве, восхищалась работами в стиле укиё-э художника Кацусики Хокусая. Изучала живопись в школе искусств префектуры Киото под руководством пейзажиста направления гохуа Судзуки Сёнэна. Изучала живопись школ Кано и Сэссю.
Уэмура Сёэн неоднократно получала призы на художественных выставках, таких как выставка Японской академии изящных искусств (1900). Участница выставки Японской академии изящных искусств в 1907 году, когда выставленную ею там картину, Красота четырёх времён года, приобрёл принц Артур, сын британской королевы Виктории, прибывший в Японию с визитом.
Художница проявляла интерес ко ксилографии и старинным техникам живописи. В её работах проявляются сюжеты и образы из традиционного японского театра «но». В период с 1917 по 1922 год она участвует в ряде выставок. В 1930-е годы Сёэн создаёт свои лучшие работы — картины Весна и Осень (1930), навеянную образами театра «но» и написанную акварелью на шёлке Дзё-но-май (1936) и Соси-араи Комати (1937).
В 1941 году Уэмура Сёэн стала первой женщиной-художником, принятой в Императорскую академию искусств. В 1944 году Министерством двора она назначена придворным художником. В годы Второй мировой войны националистически окрашенное творчество Сёэн использовалось японским правительством в пропагандистских целях. В 1941 году художница пишет картины Сумерки и Ясный день, в 1943 — картину Поздняя осень.
В 1948 году Уэмура Сёэн была награждена японским Орденом культуры.

## Филателия
По мотивам созданных Уэмурой Сёэн произведений в Японии выпускались почтовые марки:
- в 1965 году, посвящённая Дзё-но-май
- в 1980 году, на сюжет её работы Мать и дитя.

В 2000 году японское почтовое ведомство выпустило почтовую марку, посвящённую самой художнице.